# Вира Круз (Индијана)
Вира Круз (енгл. Vera Cruz) град је у америчкој савезној држави Индијана.

## Демографија
По попису из 2010. године број становника је 80, што је 25 (45,5%) становника више него 2000. године.
| Група             | 2000.      | 2010.      |
| Белци             | 54 (98,2%) | 75 (93,8%) |
| Афроамериканци    | 0 (0,0%)   | 0 (0,0%)   |
| Азијати           | 0 (0,0%)   | 0 (0,0%)   |
| Хиспаноамериканци | 1 (1,8%)   | 4 (5,0%)   |
| Укупно            | 55         | 80         |